# Merodon tener
Merodon tener är en tvåvingeart som beskrevs av Sack 1913. Merodon tener ingår i släktet narcissblomflugor, och familjen blomflugor. Inga underarter finns listade i Catalogue of Life.